# Słonawy (województwo wielkopolskie)
Słonawy – średniej wielkości wieś sołecka w Polsce położona w województwie wielkopolskim, w powiecie obornickim, w gminie Oborniki.
W latach 1975–1998 miejscowość położona była w województwie poznańskim.
W miejscowości eksploatowano niegdyś złoża węgla kamiennego.
We wsi znajduje się prywatne lądowisko Oborniki-Słonawy.